# Eleições legislativas portuguesas de 1979 no distrito do Porto
| Eleições legislativas portuguesas de 1979 Distritos: Aveiro \| Beja \| Braga \| Bragança \| Castelo Branco \| Coimbra \| Évora \| Faro \| Guarda \| Leiria \| Lisboa \| Portalegre \| Porto \| Santarém \| Setúbal \| Viana do Castelo \| Vila Real \| Viseu \| Açores \| Madeira \| Estrangeiro |

## Resultados por Concelho
Os resultados nos concelhos do Distrito do Porto foram os seguintes:

### Amarante
| Partido                 | Partido                      | Votos  | %               | +/-  |
| ----------------------- | ---------------------------- | ------ | --------------- | ---- |
|                         | Aliança Democrática          | 12 799 | 46,87 / 100,00  | 4,18 |
|                         | Partido Socialista           | 9 580  | 35,09 / 100,00  | 2,59 |
|                         | Aliança Povo Unido           | 2 098  | 7,68 / 100,00   | 4,24 |
|                         | União Democrática Popular    | 652    | 2,39 / 100,00   | 1,48 |
|                         | Partido da Democracia Cristã | 537    | 1,97 / 100,00   | 1,16 |
|                         | Outros                       | 576    | 2,10 / 100,00   |      |
| Votos Inválidos         | Votos Inválidos              | 1 063  | 3,90 / 100,00   | 3,94 |
| Total                   | Total                        | 27 305 | 100,00 / 100,00 |      |
| Eleitorado/Participação | Eleitorado/Participação      | 31 440 | 86,85 / 100,00  | 5,30 |

### Baião
| Partido                 | Partido                      | Votos  | %               | +/-   |
| ----------------------- | ---------------------------- | ------ | --------------- | ----- |
|                         | Partido Socialista           | 5 446  | 42,59 / 100,00  | 2,85  |
|                         | Aliança Democrática          | 4 981  | 38,95 / 100,00  | 2,60  |
|                         | Aliança Povo Unido           | 895    | 7,00 / 100,00   | 4,83  |
|                         | Partido da Democracia Cristã | 188    | 1,47 / 100,00   | 0,68  |
|                         | União Democrática Popular    | 160    | 1,25 / 100,00   | 0,71  |
|                         | Outros                       | 270    | 2,11 / 100,00   |       |
| Votos Inválidos         | Votos Inválidos              | 847    | 6,62 / 100,00   | 4,81  |
| Total                   | Total                        | 12 787 | 100,00 / 100,00 |       |
| Eleitorado/Participação | Eleitorado/Participação      | 15 768 | 81,09 / 100,00  | 10,16 |

### Felgueiras
| Partido                 | Partido                      | Votos  | %               | +/-  |
| ----------------------- | ---------------------------- | ------ | --------------- | ---- |
|                         | Aliança Democrática          | 11 627 | 46,92 / 100,00  | 5,59 |
|                         | Partido Socialista           | 9 617  | 38,81 / 100,00  | 5,99 |
|                         | Aliança Povo Unido           | 1 790  | 7,22 / 100,00   | 3,85 |
|                         | Partido da Democracia Cristã | 383    | 1,55 / 100,00   | 0,77 |
|                         | União Democrática Popular    | 280    | 1,13 / 100,00   | 0,55 |
|                         | Outros                       | 378    | 1,52 / 100,00   |      |
| Votos Inválidos         | Votos Inválidos              | 705    | 2,85 / 100,00   | 4,61 |
| Total                   | Total                        | 24 780 | 100,00 / 100,00 |      |
| Eleitorado/Participação | Eleitorado/Participação      | 27 028 | 91,68 / 100,00  | 4,81 |

### Gondomar
| Partido                 | Partido                   | Votos  | %               | +/-   |
| ----------------------- | ------------------------- | ------ | --------------- | ----- |
|                         | Aliança Democrática       | 28 527 | 37,64 / 100,00  | 2,94  |
|                         | Partido Socialista        | 26 507 | 34,97 / 100,00  | 11,01 |
|                         | Aliança Povo Unido        | 16 183 | 21,35 / 100,00  | 8,67  |
|                         | União Democrática Popular | 1 355  | 1,79 / 100,00   | 0,51  |
|                         | Outros                    | 1 770  | 2,34 / 100,00   |       |
| Votos Inválidos         | Votos Inválidos           | 1 447  | 1,91 / 100,00   | 1,45  |
| Total                   | Total                     | 75 789 | 100,00 / 100,00 |       |
| Eleitorado/Participação | Eleitorado/Participação   | 83 050 | 91,26 / 100,00  | 2,16  |

### Lousada
| Partido                 | Partido                      | Votos  | %               | +/-  |
| ----------------------- | ---------------------------- | ------ | --------------- | ---- |
|                         | Aliança Democrática          | 8 887  | 46,17 / 100,00  | 5,17 |
|                         | Partido Socialista           | 7 110  | 36,94 / 100,00  | 0,32 |
|                         | Aliança Povo Unido           | 1 748  | 9,08 / 100,00   | 6,03 |
|                         | Partido da Democracia Cristã | 315    | 1,64 / 100,00   | 0,94 |
|                         | União Democrática Popular    | 233    | 1,21 / 100,00   | 0,66 |
|                         | Outros                       | 452    | 2,35 / 100,00   |      |
| Votos Inválidos         | Votos Inválidos              | 503    | 2,62 / 100,00   | 2,05 |
| Total                   | Total                        | 19 248 | 100,00 / 100,00 |      |
| Eleitorado/Participação | Eleitorado/Participação      | 21 239 | 90,63 / 100,00  | 3,33 |

### Maia
| Partido                 | Partido                   | Votos  | %               | +/-  |
| ----------------------- | ------------------------- | ------ | --------------- | ---- |
|                         | Aliança Democrática       | 18 144 | 39,57 / 100,00  | 2,90 |
|                         | Partido Socialista        | 17 540 | 38,26 / 100,00  | 8,55 |
|                         | Aliança Povo Unido        | 7 210  | 15,73 / 100,00  | 6,98 |
|                         | União Democrática Popular | 982    | 2,14 / 100,00   | 0,69 |
|                         | Outros                    | 1 062  | 2,32 / 100,00   |      |
| Votos Inválidos         | Votos Inválidos           | 912    | 1,99 / 100,00   | 2,56 |
| Total                   | Total                     | 45 850 | 100,00 / 100,00 |      |
| Eleitorado/Participação | Eleitorado/Participação   | 51 047 | 89,82 / 100,00  | 1,09 |

### Marco de Canaveses
| Partido                 | Partido                      | Votos  | %               | +/-  |
| ----------------------- | ---------------------------- | ------ | --------------- | ---- |
|                         | Aliança Democrática          | 12 302 | 52,36 / 100,00  | 5,31 |
|                         | Partido Socialista           | 7 552  | 32,14 / 100,00  | 3,91 |
|                         | Aliança Povo Unido           | 1 543  | 6,57 / 100,00   | 3,66 |
|                         | Partido da Democracia Cristã | 521    | 2,22 / 100,00   | 1,32 |
|                         | União Democrática Popular    | 397    | 1,69 / 100,00   | 0,63 |
|                         | Outros                       | 422    | 1,80 / 100,00   |      |
| Votos Inválidos         | Votos Inválidos              | 758    | 3,22 / 100,00   | 2,77 |
| Total                   | Total                        | 23 495 | 100,00 / 100,00 |      |
| Eleitorado/Participação | Eleitorado/Participação      | 26 521 | 88,59 / 100,00  | 5,02 |

### Matosinhos
| Partido                 | Partido                   | Votos  | %               | +/-  |
| ----------------------- | ------------------------- | ------ | --------------- | ---- |
|                         | Partido Socialista        | 34 644 | 41,92 / 100,00  | 7,72 |
|                         | Aliança Democrática       | 29 836 | 36,10 / 100,00  | 2,76 |
|                         | Aliança Povo Unido        | 13 236 | 16,01 / 100,00  | 6,91 |
|                         | União Democrática Popular | 2 011  | 2,43 / 100,00   | 0,19 |
|                         | Outros                    | 1 413  | 1,71 / 100,00   |      |
| Votos Inválidos         | Votos Inválidos           | 1 511  | 1,83 / 100,00   | 2,51 |
| Total                   | Total                     | 82 651 | 100,00 / 100,00 |      |
| Eleitorado/Participação | Eleitorado/Participação   | 91 116 | 90,71 / 100,00  | 0,79 |

### Paços de Ferreira
| Partido                 | Partido                      | Votos  | %               | +/-  |
| ----------------------- | ---------------------------- | ------ | --------------- | ---- |
|                         | Aliança Democrática          | 11 728 | 55,50 / 100,00  | 0,20 |
|                         | Partido Socialista           | 6 054  | 28,65 / 100,00  | 3,33 |
|                         | Aliança Povo Unido           | 2 058  | 9,74 / 100,00   | 5,23 |
|                         | Partido da Democracia Cristã | 380    | 1,80 / 100,00   | 1,20 |
|                         | União Democrática Popular    | 225    | 1,06 / 100,00   | 0,57 |
|                         | Outros                       | 326    | 1,54 / 100,00   |      |
| Votos Inválidos         | Votos Inválidos              | 362    | 1,71 / 100,00   | 3,47 |
| Total                   | Total                        | 21 133 | 100,00 / 100,00 |      |
| Eleitorado/Participação | Eleitorado/Participação      | 23 178 | 91,18 / 100,00  | 2,68 |

### Paredes
| Partido                 | Partido                      | Votos  | %               | +/-  |
| ----------------------- | ---------------------------- | ------ | --------------- | ---- |
|                         | Aliança Democrática          | 19 029 | 56,71 / 100,00  | 1,76 |
|                         | Partido Socialista           | 9 064  | 27,01 / 100,00  | 2,66 |
|                         | Aliança Povo Unido           | 2 993  | 8,92 / 100,00   | 5,81 |
|                         | Partido da Democracia Cristã | 723    | 2,15 / 100,00   | 1,52 |
|                         | União Democrática Popular    | 462    | 1,38 / 100,00   | 0,59 |
|                         | Outros                       | 585    | 1,75 / 100,00   |      |
| Votos Inválidos         | Votos Inválidos              | 698    | 2,08 / 100,00   | 3,34 |
| Total                   | Total                        | 33 554 | 100,00 / 100,00 |      |
| Eleitorado/Participação | Eleitorado/Participação      | 36 683 | 91,47 / 100,00  | 3,76 |

### Penafiel
| Partido                 | Partido                      | Votos  | %               | +/-  |
| ----------------------- | ---------------------------- | ------ | --------------- | ---- |
|                         | Aliança Democrática          | 16 875 | 50,80 / 100,00  | 6,01 |
|                         | Partido Socialista           | 10 134 | 30,51 / 100,00  | 1,10 |
|                         | Aliança Povo Unido           | 3 312  | 9,97 / 100,00   | 6,59 |
|                         | Partido da Democracia Cristã | 717    | 2,16 / 100,00   | 1,43 |
|                         | União Democrática Popular    | 577    | 1,74 / 100,00   | 1,08 |
|                         | PCTP/MRPP                    | 349    | 1,05 / 100,00   | 0,39 |
|                         | Outros                       | 410    | 1,23 / 100,00   |      |
| Votos Inválidos         | Votos Inválidos              | 842    | 2,53 / 100,00   | 3,79 |
| Total                   | Total                        | 33 216 | 100,00 / 100,00 |      |
| Eleitorado/Participação | Eleitorado/Participação      | 36 009 | 92,24 / 100,00  | 3,29 |

### Porto
| Partido                 | Partido                   | Votos   | %               | +/-  |
| ----------------------- | ------------------------- | ------- | --------------- | ---- |
|                         | Aliança Democrática       | 104 273 | 46,82 / 100,00  | 4,03 |
|                         | Partido Socialista        | 67 015  | 30,09 / 100,00  | 8,68 |
|                         | Aliança Povo Unido        | 39 519  | 17,74 / 100,00  | 5,70 |
|                         | União Democrática Popular | 5 127   | 2,30 / 100,00   | 0,18 |
|                         | Outros                    | 3 751   | 1,68 / 100,00   |      |
| Votos Inválidos         | Votos Inválidos           | 3 036   | 1,36 / 100,00   | 1,10 |
| Total                   | Total                     | 222 721 | 100,00 / 100,00 |      |
| Eleitorado/Participação | Eleitorado/Participação   | 245 003 | 90,91 / 100,00  | 2,70 |

### Póvoa de Varzim
| Partido                 | Partido                      | Votos  | %               | +/-  |
| ----------------------- | ---------------------------- | ------ | --------------- | ---- |
|                         | Aliança Democrática          | 17 310 | 59,24 / 100,00  | 0,44 |
|                         | Partido Socialista           | 7 500  | 25,67 / 100,00  | 2,88 |
|                         | Aliança Povo Unido           | 2 763  | 9,46 / 100,00   | 4,30 |
|                         | Partido da Democracia Cristã | 415    | 1,42 / 100,00   | 1,08 |
|                         | Outros                       | 654    | 2,24 / 100,00   |      |
| Votos Inválidos         | Votos Inválidos              | 578    | 1,98 / 100,00   | 3,47 |
| Total                   | Total                        | 29 220 | 100,00 / 100,00 |      |
| Eleitorado/Participação | Eleitorado/Participação      | 32 279 | 90,52 / 100,00  | 3,73 |

### Santo Tirso
| Partido                 | Partido                      | Votos  | %               | +/-  |
| ----------------------- | ---------------------------- | ------ | --------------- | ---- |
|                         | Aliança Democrática          | 23 554 | 43,51 / 100,00  | 0,61 |
|                         | Partido Socialista           | 21 250 | 39,25 / 100,00  | 3,46 |
|                         | Aliança Povo Unido           | 5 948  | 10,99 / 100,00  | 6,78 |
|                         | União Democrática Popular    | 699    | 1,29 / 100,00   | 0,29 |
|                         | Partido da Democracia Cristã | 602    | 1,11 / 100,00   | 0,62 |
|                         | Outros                       | 885    | 1,64 / 100,00   |      |
| Votos Inválidos         | Votos Inválidos              | 1 200  | 2,22 / 100,00   | 3,36 |
| Total                   | Total                        | 54 138 | 100,00 / 100,00 |      |
| Eleitorado/Participação | Eleitorado/Participação      | 58 796 | 92,08 / 100,00  | 1,29 |

### Valongo
| Partido                 | Partido                      | Votos  | %               | +/-  |
| ----------------------- | ---------------------------- | ------ | --------------- | ---- |
|                         | Aliança Democrática          | 13 842 | 40,31 / 100,00  | 2,61 |
|                         | Partido Socialista           | 12 997 | 37,85 / 100,00  | 9,39 |
|                         | Aliança Povo Unido           | 5 335  | 15,54 / 100,00  | 7,62 |
|                         | União Democrática Popular    | 665    | 1,94 / 100,00   | 0,37 |
|                         | Partido da Democracia Cristã | 342    | 1,00 / 100,00   | 0,65 |
|                         | Outros                       | 476    | 1,39 / 100,00   |      |
| Votos Inválidos         | Votos Inválidos              | 678    | 1,98 / 100,00   | 1,68 |
| Total                   | Total                        | 34 335 | 100,00 / 100,00 |      |
| Eleitorado/Participação | Eleitorado/Participação      | 37 848 | 90,72 / 100,00  | 0,80 |

### Vila do Conde
| Partido                 | Partido                      | Votos  | %               | +/-  |
| ----------------------- | ---------------------------- | ------ | --------------- | ---- |
|                         | Aliança Democrática          | 16 010 | 45,10 / 100,00  | 0,87 |
|                         | Partido Socialista           | 13 133 | 37,00 / 100,00  | 2,77 |
|                         | Aliança Povo Unido           | 4 197  | 11,82 / 100,00  | 4,98 |
|                         | Partido da Democracia Cristã | 433    | 1,22 / 100,00   | 0,73 |
|                         | União Democrática Popular    | 379    | 1,07 / 100,00   | 0,57 |
|                         | Outros                       | 576    | 1,63 / 100,00   |      |
| Votos Inválidos         | Votos Inválidos              | 767    | 2,16 / 100,00   | 2,40 |
| Total                   | Total                        | 35 495 | 100,00 / 100,00 |      |
| Eleitorado/Participação | Eleitorado/Participação      | 39 397 | 90,10 / 100,00  | 0,74 |

### Vila Nova de Gaia
| Partido                 | Partido                   | Votos   | %               | +/-  |
| ----------------------- | ------------------------- | ------- | --------------- | ---- |
|                         | Aliança Democrática       | 54 729  | 40,39 / 100,00  | 2,80 |
|                         | Partido Socialista        | 51 648  | 38,11 / 100,00  | 8,24 |
|                         | Aliança Povo Unido        | 20 929  | 15,44 / 100,00  | 6,49 |
|                         | União Democrática Popular | 2 685   | 1,98 / 100,00   | 0,58 |
|                         | Outros                    | 2 935   | 2,16 / 100,00   |      |
| Votos Inválidos         | Votos Inválidos           | 2 592   | 1,91 / 100,00   | 2,08 |
| Total                   | Total                     | 135 518 | 100,00 / 100,00 |      |
| Eleitorado/Participação | Eleitorado/Participação   | 149 111 | 90,88 / 100,00  | 2,41 |